# Варіант Голдберга (Цілком таємно)
Варіант Голдберга (The Goldberg Variation) — 6-й епізод сьомого сезону серіалу «Цілком таємно». Епізод не належить до «міфології серіалу» — це монстр тижня. Прем'єра в мережі «Фокс» відбулася 12 грудня 1999 року.
У США серія отримала рейтинг Нільсена, рівний 8.8 який означає, що в день виходу її подивилися 14.49 мільйона глядачів.

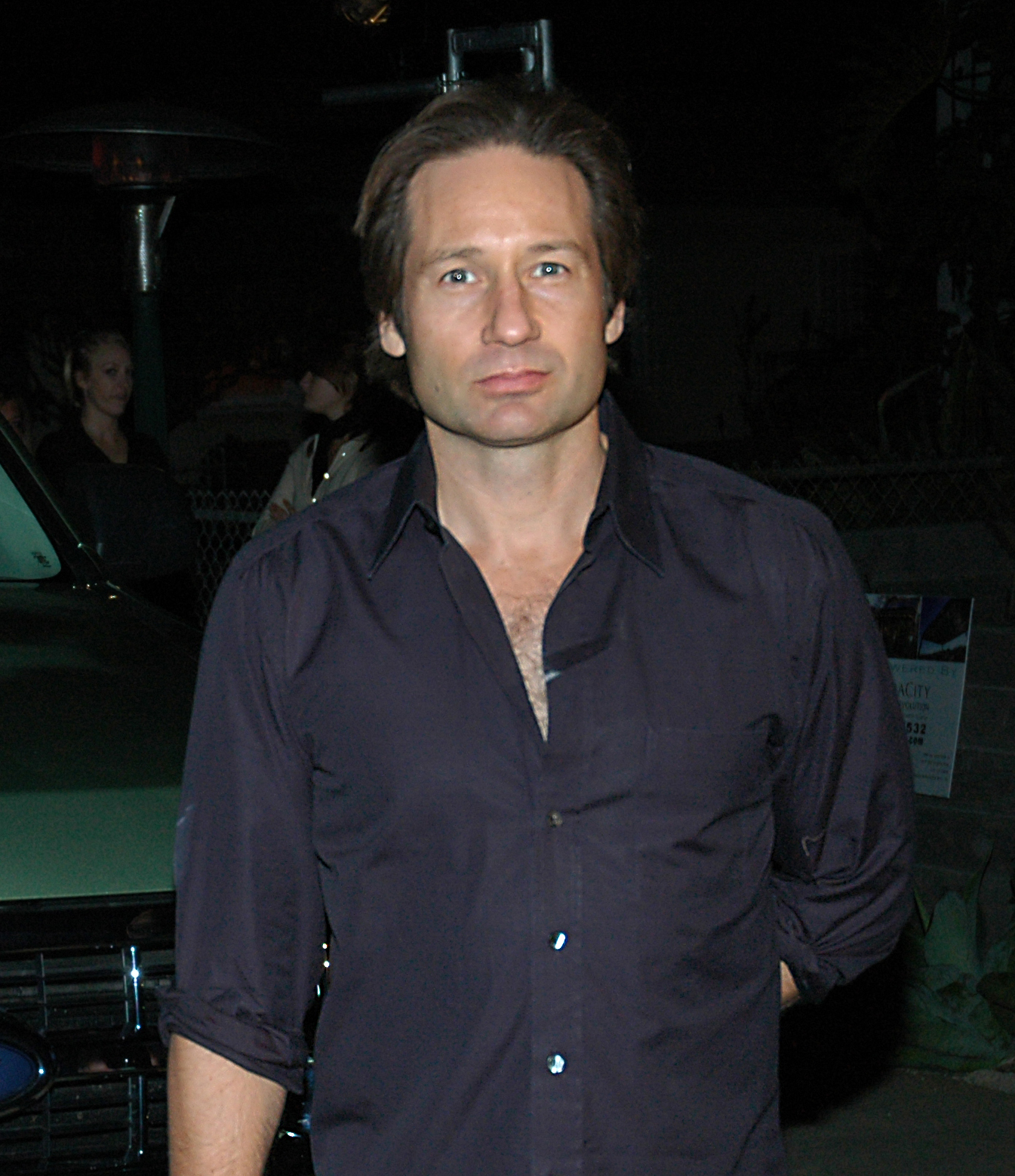

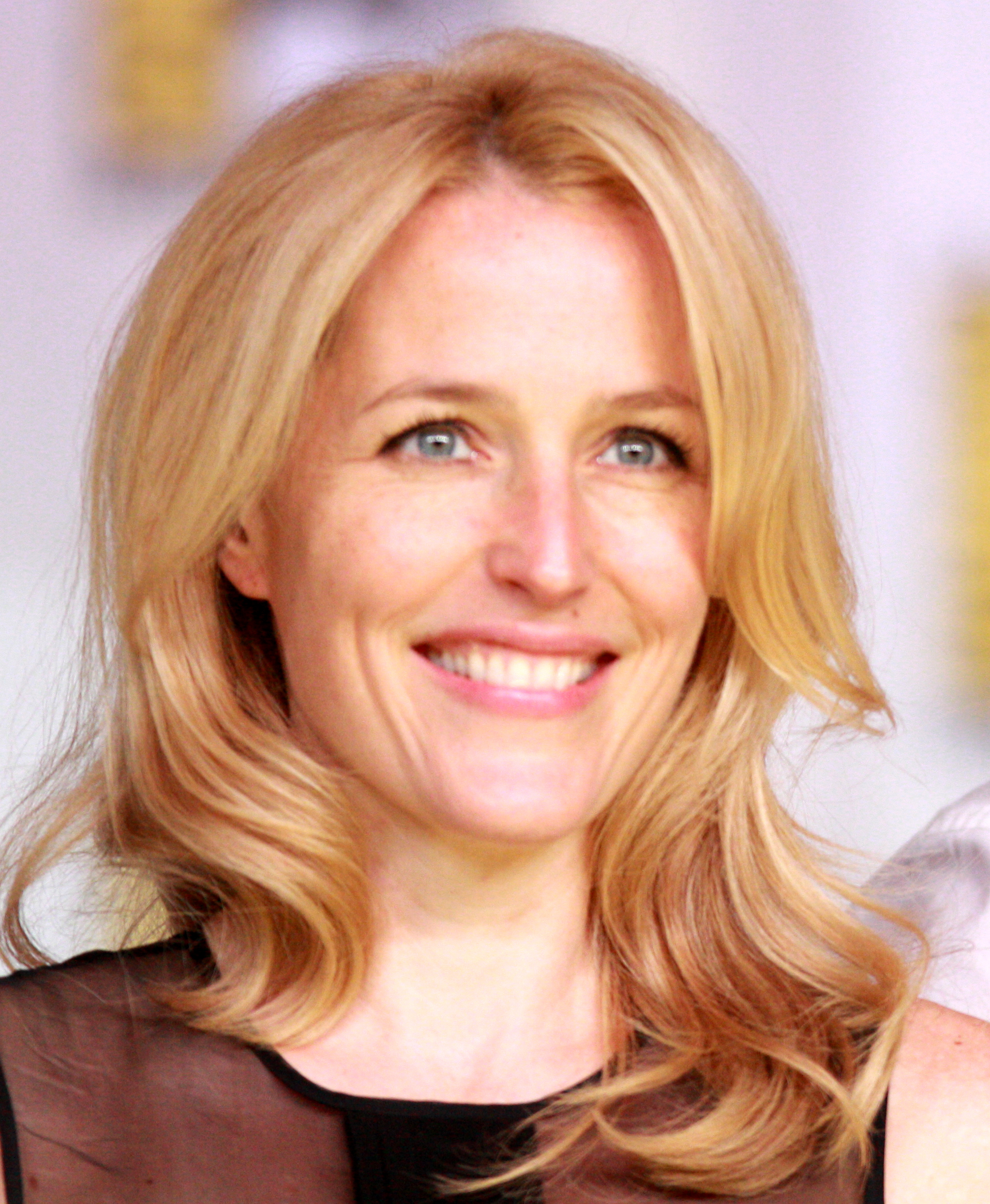

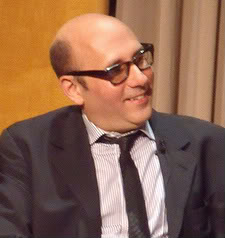

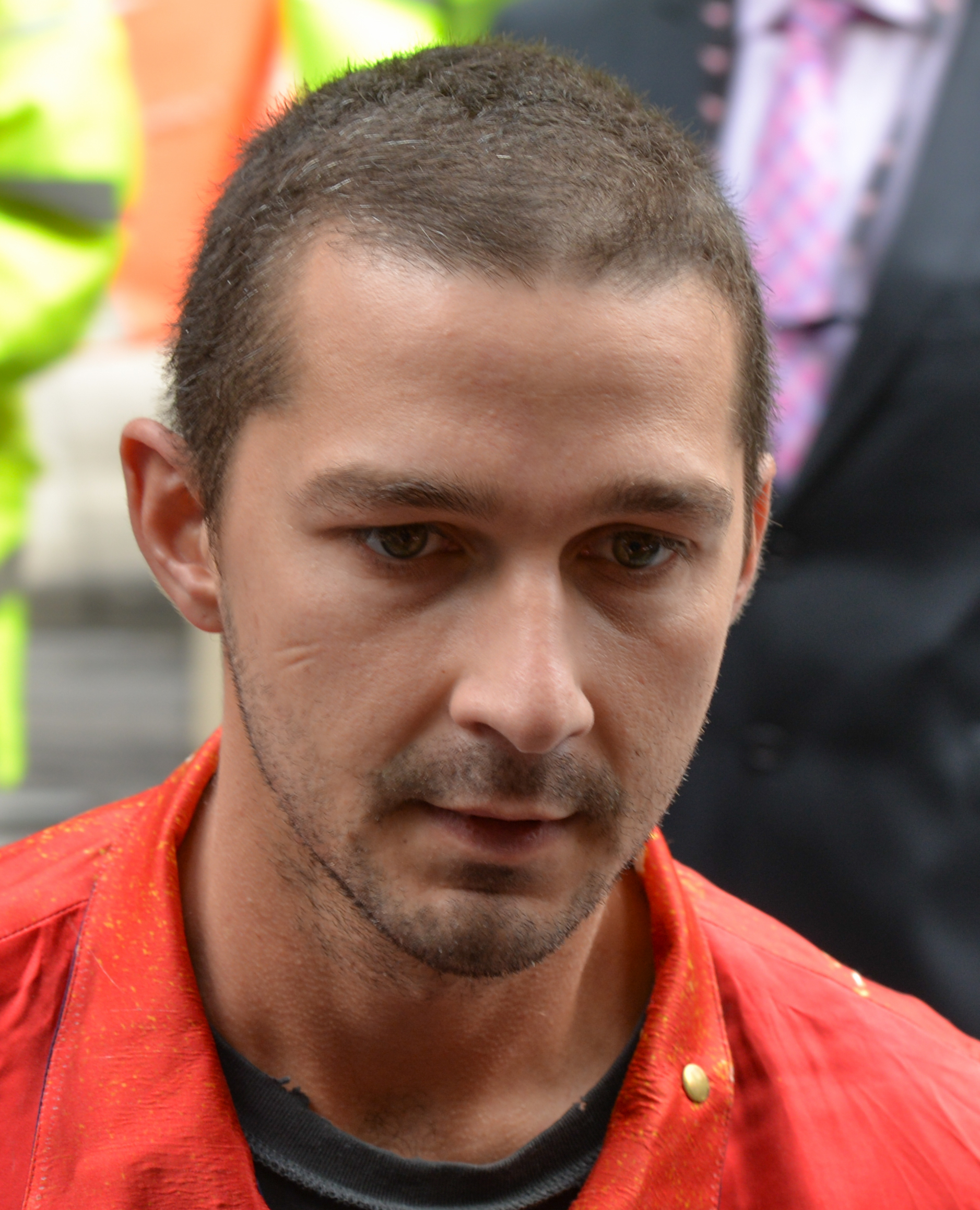

Малдер і Скаллі розслідують справу таємничої людини Генрі Вімза, який, здається, є найвезучішою людиною у світі. Назва серії — подвійне посилання на машини Руба Голдберга і «варіації Голдберга» Баха.

## Зміст
Істина поза межами досяжного
У Чикаго чоловік Генрі Вімз виграє 100 000 доларів, граючи в покер проти мафіозі Джиммі Катрона. Хоча Вімз, здається, не знає основних правил гри, однак у нього проти чотирьох королів — стріт-флеш. Підозрюючи, що Вімз обдурив його, Катрона намагається вбити Генрі, наказавши скинувши з 29-поверхової будівлі. Після того, як Вімз падає у візок для прання в підвалі, він просто встає і відходить.
Агенти спостереження ФБР бачили, як Вімза скинули з будинка, а він просто звівся і пішов. Малдер спочатку вважає, що чоловік має здатність до швидкого загоєння, але Дейна Скаллі міркує, що йому, можливо, просто дуже пощастило — а Фокс шукає Віллі-койота.
Агенти вистежують Вімза, різноробочого в багатоквартирному будинку — він згубив скляне око а сьогодні замовив інше. Малдеру доводиться допомогти мешканці із зламаним кухонним краном — однак він досягає ще більшого потопу. У спілкуванні з агентами Вімз відмовляється давати показання проти Катрони. Генрі захоплюється машинами Руба Голдберга, і його квартира наповнена ними. Коли агенти виїжджають, один із силовиків Катрони приїжджає, щоб вбити Вімза, але гине внаслідок неймовірного каскаду подій — як в механізмі Голдберга. Агенти кидаються назад по сходах і виявляють — викидайло підвішений за ногу в защморзі до вентилятора. Вімз пересидів у вентиляції відхід агентів і чує як вони розмовляли про лотерейний квиток. Малдер зазначає, що Вімз був єдиним хто вижив у катастрофі пасажирського літака, в якій у грудні 1989 року загинуло 20 людей — там він втратив око і летів рейсом № 7 на сидінні № 13.
Вімз купує лотерейний квиток і виграє 100 000 доларів. Але викидає квитка, коли дізнається, що для отримання грошей знадобиться 12 місяців. Якийсь чоловік дістає квиток і, проігнорувавши попередження Вімза, що станеться щось погане, потрапляє під вантажівку.
Пізніше, коли Малдер і Скаллі знову оглядають помешкання Вімза, ще один із викидайл Катрони намагається його вбити. Але його куля відскочила від кишенькового ножа Генрі, черкнула руку Малдера і вдарилася об дверну ручку та вбила стріляючого.
В лікарні Малдер проводить експеримент — Вімз з колоди завжди бере старшу карту. Вімз зізнається, що він намагався знайти спосіб отримати 100000 доларів — для оплати дорогого лікування хлопчика Річі з його житлового будинку (у нього ускладнення після гепатиту та супутні захворювання). Дейна після відходу Вімза перекриває карту Вімза більшою. Фокс розуміє — везіння Генрі добігло кінця. Катрона бачить Вімза біля лікарні і посилає вслід за ним вибивайлу. Фокс біжить за Вімзом; Генрі збиває автомобіль. В лікарні Вімз погоджується свідчити проти Картони — мафіозі дізнається що його мають арештувати. У Річі загострення проблем з печінкою; він жовкне на очах і його забирають до лікарні.
Викидайло викрадає маму Річі, Меґі, щоб зупинити Генрі від свідчень проти Катрони. Вімз здається Катроні, щоб той відпустив Меґі; натомість бандити планують його вбити. Коли вони збираються стратити Вімса в підвалі, Катрона та його напарник Домінік гинуть внаслідок химерного повороту подій, тоді як Генрі і Мегі не постраждали. Малдер приїжджає з підкріпленням. Зрештою виявляється, що Катрона є донором органів — у нього третя негативна група крові та ідеально підходить для Річі, який отримує пересаджені органи та живе.
Я не можу програти. І це жахливо.

## Зйомки
Автор епізодів Джеффрі Белл хотів, щоб епізод «функціонував як пристрій Руба Голдберга», тому він написав історію, яка обертається навколо ідей про добре та нещасливе везіння. За задумом у початковій сцені епізоду мав бути Вімс, яка випадав з літака, але вижив без поранень. Після виступу Белла багато сценаристів та продюсерів серіалу були обережні щодо сценарію, оскільки розуміли, що цей епізод буде дещо жартівливим. Виконавчий продюсер Френк Спотніц пояснив: «Епізод мав багато жартівливих моментів, які ми боялися робити, оскільки так багато людей, які люблять смішне, однак ненавидять смішних». Зрештою, серії надали зелене світло, але доробили кілька епізодів після завершення зйомок, тому що, за словами Спотніца «ми хотіли налякати всіх по черзі — протягом перших кількох епізодів».
Коли Белл почав розробляти свій сценарій, він зрозумів, що найбільшою перешкодою для епізоду буде створення машини Руба Голдберга. Однак, оскільки Белл мав «трохи часу», щоб написати сценарій, художньому відділу також було надано більше часу для роботи над продуманням сюжетної лінії. Пізніше Джилліан Андерсон пояснила, що, хоча машини були приємними, робота з ними вимагала великого терпіння, оскільки часто потрібно було проводити кілька зйомок, щоб переконатися, що вони працюють так як треба. Рік Міллікан, кастинг-режисер серіалу, порушив «давнє правило» і повторно відзняв Віллі Гарсона, який з'явився в епізоді третього сезону «Прогулянка». Міллікан зазначив, що Гарсон був «чудовою постаттю»
Назва епізоду є каламбуром. Це стосується як карикатуриста Руба Голдберга, котрий славився своїми малюнками неймовірно складних машин, виготовлених із побутових предметів, що виконували елементарні завдання, так і твору для клавесина, «Варіації Гольдберга», написаного Йоганном Себастьяном Бахом. Складні вигадки, створені Генрі Вімсом, є перевтіленнями колишніх машин.
Після закінчення зйомок епізоду відзняте довго монтувалося. Кріс Картер зауважив, що до перемонтування серія «не добре поєднувалась й існували речі, які просто не спрацьовували». Після того, як опрацювали кадри до прийнятного для епізоду, їх загальна тривалість склала чотири хвилини. Щоб компенсувати втрату відзнятого, були зафільмовані додаткові моменти машини Руба Голдберга, а також сцена, де Малдер і Скаллі обговорювали попередню історію епізоду. Остання з цих сцен, яка була знята через кілька місяців після більшої частини епізоду, вимагала від Андерсон перуки — оскільки її зачіска істотно змінилася.
Коли епізод був закінчений і вийшов в ефір, акторський склад й команда «Цілком таємно» дуже сподобались Картеру. Картер назвав цей епізод «добре викладеним, смішним, зворушливим і вигадливим». Сценарист серіалу Вінс Гілліган був приємно здивований епізодом і зазначив, що серія була втіленням сьомого сезону в цілому. Він пояснив: «Сьомий сезон, за мої гроші, був одним із наших найкращих, оскільки ми ризикували більше, ніж у попередні роки».

## Показ і відгуки
«Варіант Голдберга» вийшов в ефір у США 12 грудня 1999 року. Епізод отримав рейтинг Нільсена 8,8 із часткою 13, що означає — приблизно 8,8 % всіх телевізійних домогосподарств і 13 % домогосподарств, які дивилися телевізор, були налаштовані на епізод. Його переглянули 14,49 мільйона глядачів. Епізод, випущений у Великій Британії та Ірландії в ефірі «Sky One» 23 квітня 2000 року, переглянуло 0,78 мільйона глядачів.
Епізод отримав змішані і позитивні відгуки. Том Кессеніч у книзі «Іспити» дав йому переважно позитивний відгук. Він вигідно порівняв епізод із 6-м сезоном і зазначив, що «„Король дощу“ за сценарієм Джеффа Белла був просто однією з радостей шостого сезону. Тому навряд чи це стало для мене несподіванкою — що мені сподобався епізод Белла „Варіація Голдберга“ в 7 сезоні. Це було мило, легкодушно і трохи вибагливо, зі щасливим кінцем». Оглядачка «Den of Geek» Джульєтта Гарріссон назвала епізод «найкращим окремим епізодом» сьомого сезону і написала: «Оскільки коріння „Цілком таємно“ переживає жах, епізодів для гарного споглядання небагато, і потрібно щось робити. Цінність, коли вони з'являються. Варіант Голдберга — ідеальний епізод Цілком таємно; не надто соковита, не надто жорстка, але саме правильна суміш смішних бандитських смертей та порятунку милого малюка». Пола Вітаріс з «Cinefantastique» дала епізоду помірно позитивний відгук і присудила йому 3 зірки з чотирьох. Вона назвала епізод «чарівливим» і похвалила постать Гаррі Вімса. Кеннет Сілбер з «Space.com» позитивно написав про епізод, зазначивши: «„Варіант Голдберга“ — це розумний, дотепний видатний момент з недавнього циклу епізодів Цілком таємно». Емілі Вандерверф з «The A.V. Club» нагородила епізод «B +» і назвала його веселим записом, який демонструє емоційну палітру серіалу. Вона відчула, що епізод успішно зумів передати розумне і химерне відчуття, але що зарозумілість «доброї людини» як чудовиська епізоду не робить його особливо страшним. Загалом, вона відчувала, що «все врешті-решт виходить».
Інші відгуки були більш неоднозначними. Річ Розелл з «Digitally Obsessed» відзначив епізод 3,5 із 5 зірок і зазначив, що — незважаючи на кумедність епізоду, він, зрештою, «трохи загалом нерівномірний». Роберт Шірман та Ларс Пірсон у книзі «Хочемо вірити: критичне керівництво з Цілком таємно, Мілленіуму та Одиноких стрільців» оцінили епізод 3 зірками з п'яти. Незважаючи на те, що назвали епізод «симпатичним твором», вони пояснили, що сама історія чудова, але певна частина епізоду не синхронізована з сюжетом".

## Знімалися
- Девід Духовни — Фокс Малдер
- Джилліан Андерсон — Дейна Скаллі
- Віллі Гарсон — Генрі Вімс
- Елісон Рід — Меггі Лупоне
- Шая Лабаф — Річі Лупоне
- Тоні Лонго — Домінік
- Маршалл Манеш — Дженк
- Ніколас Ворт — містер Гаас
- Рамі Зада — Джиммі Кутрона
- Домінік ді Пріма — Меган Маклін